# هلاخا
هلاخا، (به عبری: הלכה)، به مجموعه قوانین شریعت یهود گفته می‌شود، قوانینی که از عهد عتیق مکتوب (تنخ)، تورات شفاهی (تلمود) و حاخامها و همچین آداب و رسوم یهودیان ناشی می‌گردد. هلاخا دارای ۶۱۳ میتزوت (دستور) است. قوانین یهودی که از تورات و تلمود و نوشتارهای حاخامها اقتباس شده بود در کتاب شولحان عاروخ به صورت مکتوب درآمد.
یهودیت دارای هیچ نوع فرقی بین زندگی مذهبی و غیرمذهبی نیست. سنت یهودی بین هویت مذهبی، ملی و نژادی یهودیان تفاوتی قائل نمی‌شود. هلاخا تنها در مورد اعتقادات و اعمال مذهبی نیست و بلکه مربوط به بسیاری از مسائل زندگی روزمره نیز می‌شود. معمولاً هلاخا به قانون یهودی ترجمه می‌شود با اینکه ممکن است ترجمه صحیح‌تر برای آن «مسیر» یا «مسیر راه رفتن» باشد. ریشه لغت «ه ل خ» به معنی راه رفتن است.
به صورت تاریخی هلاخا در دادگاه شرعی یهودی مسائل مربوط به زندگی یهودیان را مدیریت می‌کرد. از قرن پانزدهم و عصر روشنفکری به تدریج قدرت هلاخا در کنترل زندگی روزمره یهودیان کم شد. در قانون اسرائیل، بعضی مسائل مربوط به خانواده و زندگی شخصی تحت نظر دادگاه‌های شرعی یهودی (بت دین) انجام می‌شود. هلاخا در بین یهودیان اشکنازی، سفاردی و میزراهی دارای تفاوت‌هایی است.

## معنی لغوی
لغت هلاخا از ریشه عبری (הָלַךְ) به معنی راه رفتن گرفته شده‌است. هلاخا به معنی لغوی روش راه رفتن است. هلاخا در تضاد با عگادا قرار دارد که بیشتر به مسائل اعتقادی و عرفانی و مسائل دیگر مرتبط است. هلاخا در واقع ۶۱۳ میتزوت (دستور) را مکتوب و مشخص می‌کند. این قوانین از بحث بین ربیها در میشنا و گمارا که بعدها در تلمود نوشته شد و بعد از آن از کتاب شولحان عاروخ گرفته شده‌است.
به دلیل اینکه در زمانی که یهودیان در سراسر دنیا پراکنده بود (عصر آوارگی) مرکز اصلی شرع یهودی وجود نداشت قوانین یهودی در بین یهودیان مختلف یکسان نیستند.

## قوانین تورات
هلاخا به شرح و بسط قوانین تورات برای یهودیان می‌پردازد. این شرح از بحث ربیها با یکدیگر در تلمود گسترش یافته‌است. قوانین یهودی در قرون وسطی توسط افرادی نظیر موسی ابن میمون و یوسف کارو در کتاب شولحان عاروخ نوشته شده‌است.
دو دسته قوانین در هلاخا وجود دارد:
- قوانین تورات که در طور سینا توسط خداوند به یهودیان آشکار شد.
- قوانین دارای منشأ انسانی که توسط دستورهای ربیها ایجاد شده‌است.

دسته‌بندی دیگر بین قوانین یهودی بر پایه تفاوت بین قوانین تورات مکتوب (تنخ) و تورات شفاهی (تلمود) است.
دستورهای میتزوتها به دستورهای مثبت و منفی تقسیم می‌شوند.
دسته‌بندی دیگری قوانین یهودی را به دو دسته تقسیم می‌کند:
- قوانینی که مرتبط به رابطه انسان با خدا هستند (بین آدم لا مکم).
- قوانینی که مربوط به رابطه انسان با بقیه انسانها است (بین آدم لاچاورو).

مسئله دیگر در مورد هلاخا نبود معبد سلیمان است. بسیاری از قوانین یهودی در تورات مرتبط با معبد هستند و نبود معبد انجام این قوانین را مشکل می‌کند.
در تلمود هلاخا به شش دفتر تقسیم شده‌است. این تقسیم بر اساس موضوع عبارت است از: زراعیم (کشاورزی)، موعد (اعیاد و جشنها)، نشیم (زنان)، نزیکین (خسارتها)، کوداشیم (مقدسها)، طهوروت (طهارت و پاکیزگی).
دو کتاب اصلی دیگر در مورد هلاخا میشنا توراه نوشته موسی ابن میمون و شولحان عاروخ نوشته یوسف کارو هستند.

## گناه
هلاخا نقض کردن هر یک از میتزوتها را یک گناه می‌داند. لغت عبری برای گناه آویرا است. بر اساس تنخ یهودیت سه دسته گناه می‌شناسد:
- پشا - گناه با قصد قبلی، عملی که آگاهانه بر خلاف دستور خدا باشد.
- آوون - گناهی که از روی شهوت یا از دست دادن کنترل انجام شود و میل قلبی فرد به انجام گناه نباشد. این گناه آگاهانه ولیکن نه از روی قصد برای مقابله با خدا است.
- چت - گناه بدون قصد و غرض.

از این رو سه واژه چیاو، پتور، موتار سه نوع مجازات برای این گناهان است.
- چیاو (חייב) به معنی این است که فردی که گناهی را آگاهانه انجام دهد باید مجازات شود.
- پطور (פטור)، به معنی استثناء از مجازات است با اینکه فرد گناهکار بوده‌است.
- موتار (מותר) به معنی آزاد بودن عمل است.

در زمانهای گذشته در سرزمین اسرائیل دو دادگاه شرعی یهودی بت دین و سنهدرین به اعمال قوانین هلاخا می‌پرداختند. در این دادگاه‌ها بر ادله بسیار سختگیری می‌شد ولیکن مجازاتها بسیار سنگین بودند. از زمان فروپاشی معبد مجازات اعدام از یهودیت حذف شد با اینکه تورات در موارد زیادی توصیه به اعدام می‌کند.

## قوانین یهودی وجنتیلها(غیریهودیان)
یهودیت اعتقاد دارد که کسانی که یهودی نیستند باید از قوانین هفت‌گانه نوح پیروی کنند. این قوانین در تورات موجود نیستند و در شرع شفاهی یهود (تلمود) نوشته شده‌اند. این قوانین در بخش سنهدرین ۵۷ تلمود نوشته شده‌اند.